# Дель Неро, Симоне
Симоне Дель Неро (итал. Simone Del Nero; 4 августа 1981, Ортоново) — итальянский футболист, левый полузащитник.

## Карьера
Симоне Дель Неро родился в Ортоново, однакое его детство прошло в Карраре. Свою карьеру он начал в клубе «Эмполи», за основу которой он провёл только 4 игры. После этого, Дель Неро перешёл в «Брешию». Первоначально футболист играл за молодёжный состав «Брешии», выступая под руководством Лучано Де Паолы. После этого, Дель Неро перешёл в шотландский клуб «Ливингстон», но в нём он не смог завоевать место в составе.
В 2002 году Дель Неро вернулся в «Брешию». В следующем сезоне он стал игроком основного состава клуба. За свои выступления Дель Неро получил вызов в состав молодёжной сборной Италии, с которой он участвовал на Олимпиаде 2004, где итальянцы выиграли бронзовые медали. В сезоне 2004/05 «Брешиа» вылетела в серию В. Дель Неро эти годы оставался в клубе, являясь незаменимым футболистом, за исключением половины сезона при Роландо Маране, который не доверял Симоне и усадил его на скамью запасных.
Летом 2007 года Дель Неро, в статусе свободного агента, перешёл в «Лацио», подписав контракт на 5 лет. Первый сезон в Лацио вышел у Дель Неро неудачным: он получил тяжёлую травму из-за которой развилась болезнь, плантарный фасциит, и ему была сделана операция. В следующем сезоне Дель Неро выиграл в составе «бьянкоселести» свой первый, в карьере, трофей — Кубок Италии, в финале которого он вышел на 80-й минуте, заменив Паскуале Фоджу. В августе Дель Неро выиграл Суперкубок Италии.
Во второй половине сезона 2011/12 Дель Неро на правах аренды выступал за клуб «Чезена». 25 марта 2012 года итальянец забил гол в матче Серии А против «Пармы», что помогло его команде добиться ничьи 2:2. До этого Симоне отличался голом в высшем дивизионе Италии лишь 7 лет назад, 15 мая 2005 года в игре с «Болоньей».

## Достижения
- Обладатель Кубка Италии: 2009
- Обладатель Суперкубка Италии: 2009

## Награды
- Кавалер ордена «За заслуги перед Итальянской Республикой»: 27 сентября 2004 года[6]